# 本郷美術骨董館
本郷美術骨董館（ほんごうびじゅつこっとうかん）は、東京都文京区本郷に本店を置くアンティークモール（骨董品店）　代表は染谷尚人。顧問相談役は元クリスティーズジャパン代表の片山龍太郎。東大赤門前本店の他に世田谷・札幌・青森・浦和・仙台・藤沢・名古屋・京都・大阪・神戸・広島・福岡・熊本があり計13店舗。帝国データバンク社 業種別売り上げで2015年より3年連続日本1位を取得。また2016年より、BSフジにて日本人若手アーティストを紹介するTV番組『ブレイク前夜』〜次世代の芸術家たち〜の制作からスポンサーも行う。

## 概要
東大赤門前で40年にわたり営業してきた宝美術店が、2010年に古美術商・画廊・アンティーク店を全国から誘致し、開館した。当初は書画・骨董商・ギャラリー・アンティーク着物店・ジュエリーなどの店舗8軒のアンティークモールの形式でスタートしたが、後に店舗を増やし、2018年現在の在籍店舗は15店舗、鑑定士27人在籍。（外部リンクを参照）
2007年頃から不景気と終活、断捨離ブームなどの影響で、様々な専門家による鑑定や買取が増え話題を呼び、美術品鑑定・買取数が年間３万点を上回った。専門家の内訳は古画、近代絵画、古文書、古陶磁、現代絵画、刀剣、着物、西洋アンティーク、宝石、生活骨董、古書、中国古美術、中国近代美術、中国現代美術、印材、軍装品、版画、日本近代美術、現代アート等、あらゆる分野にわたる。2018年現在では買取点数は1000万点を超えた。
その他に質屋業やリサイクルチェーン、時には信託銀行、不動産、会計士、弁護士などと提携し買取・査定業務を行なっている。
代表美術商の染谷は『NHKニュース』『ワールドビジネスサテライト』『日曜報道』等の取材で『まず、美術コレクターの高齢化と核家族が進んでいることが問題点です。近年話題の『終活』『断捨離』等で 美術品処分の話で伺うのですが、コレクションの相続・受け継いでくれる人 などの相談を近年、良く受けます。以前はその都度、専門家を紹介していたのですが、やはり各専門家も得意な分野、不得手な分野があるので専門家をネットワーク化し、紹介することにしました』と語っている。また、『日本は海外に比べて、美術、骨董品など文化を次世代に継承する愛好家・アートコレクターへの待遇が悪すぎます。海外では美術館などの公的施設への寄付に関する優遇税制などがあり、自国の美術品・希少なコレクションが国外に流出しない様に努めています。日本国内における優れた美術コレクション形成・継承を促し、次の世代へ橋渡しする制度設計をする必要がある。』と語った。

また気軽に鑑定依頼できるようにするため、電話やメールでの写真鑑定サービスを新設。宅配便を使った宅配鑑定、これは業界初の試みだった。
2009年頃から改革開放政策による好景気を背景にした中国人の来店客が急増。
取り扱い品目としては中国美術品は全体の30%前後だが、売上比率は中国の美術骨董品が日本美術・西洋美術品全体を数倍上回っている。
代表・染谷は『スーパーJチャンネル』や『ワールドビジネスサテライト』のインタビューで「過去の文化大革命の際に世界中に散った中国美術品を、現在の中国人は、経済力を武器に猛烈な勢いで買い戻している。加えて日本の不景気と日本人好事家の鑑識眼の鋭さが中国人に信頼と購買動機を与えている」と語っている。
2015・2016・2017年　帝国データバンク社より美術骨董品の買取・販売実績日本No1を受賞。
官公庁・国税局からの差し押さえ美術品の鑑定・査定業務なども行なう。

## 沿革
- 1976年、東大赤門前に前身となる宝美術店開店。（代表 染谷総一郎）
- 1988年、染谷総一郎死去。染谷尚人、代表就任
- 2002年、本郷美術骨董館　開館。
- 2013年、芦屋支店、札幌支店開設。
- 2014年、福岡支店、世田谷支店開設。
- 2015年、リサイクル通信社, 帝国データバンクより美術骨董商部門、買取・販売実績１位受賞。
- 2016年、BSフジにて若手芸術家を紹介するアート番組『ブレイク前夜』の制作・提供番組がスタート。同時に芸術家プロデュース会社『藝術集団Art Pro』設立。青山スパイラルギャラリーや東急文化村ギャラリー、大丸東京、そごう美術館、TSUTAYA書店、銀座シックス等で30〜60人の芸術家を集め、大規模な展覧会をプロデュースする。
- 2017年、（社）相続信託協会や信託銀行と共同で日本美術の散逸を防ぐ目的で『美術品信託』業務スタート。
- 2019年、京都支店開設。
- 2020年、名古屋支店開設。
- 2021年、大阪、広島支店開設。

## 出演
NHK総合
- ニュースウオッチ9
- 首都圏ニュース

TBSテレビ
- 2時っチャオ!
- ピンポン!
- JNN報道特集
- みのもんたの朝ズバッ!
- サンデージャポン
- Nスタ
- 香取慎吾&泉ピン子の有名人のお屋敷ガサ入れ調査!パート2
- ジョブチューン アノ職業のヒミツぶっちゃけます!

テレビ東京
- ワールドビジネスサテライト

日本テレビ
- ラジかるッ
- 情報ライブ　ミヤネ屋
- 真相報道 バンキシャ!
- スッキリ!!
- PS（系列局：中京テレビ）
- 熱烈!ホットサンド!（系列局：札幌テレビ放送）

フジテレビ
- おじゃMAP!!
- 奇跡体験!アンビリバボー

テレビ朝日
- スーパーモーニング
- ワイド!スクランブル
- スーパーJチャンネル

TBSラジオ
- 本郷美術骨董館 presents 安東弘樹の探せ！お宝！鑑定ラジオ
- 安住紳一郎の日曜天国（提供スポンサーの一社にもなっている）
- TBSテレビ 安住伸一郎・香川照之『THE TIME,』https://www.tbs.co.jp/thetime_tbs/

など